# Lewellen (Nebraska)
Lewellen ist ein Dorf (village) im Garden County im US-Bundesstaat Nebraska.

## Lage
Lewellen liegt am Nordufer des North Platte River wenige km stromaufwärts des Lake McConaughy. Durch das Dorf verläuft der U.S. Highway 26, in den knapp östlich des Ortes der State Highway NE 92 mündet.

## Geschichte
Lewellen liegt an einer Stelle, an der im 19. Jahrhundert beidseitig des Flusses der Oregon Trail, der Mormon Trail und der California Trail verlief. Der Ort selber wurde 1906 gegründet, als die Eisenbahn bis hierhin verlängert worden war. Benannt wurde der Ort nach Frank Lewellen, einem damaligen Ladenbesitzer.

## Demografie
Laut United States Census 2010 hatte Lewellen 224 Einwohner, davon 110 Männer und 114 Frauen.